# Крючкоклювая ванга
Крючкоклювая ванга (лат. Vanga curvirostris) — вид птиц из семейства ванговых. Единственный представитель одноимённого рода Vanga. Эндемик Мадагаскара. Выделяют два подвида.

## История изучения
Матюрен-Жак Бриссон описал этот вид за шесть лет до Линнея и дал ему латинское название. Однако он не придерживался биноминальной системы, поэтому Линней назвал птицу иначе, сославшись, однако, на работу Бриссона.

## Описание
Крючкоклювая ванга достигает длины 25—29 см и массы от 53,5 до 80,5 г. Клюв длинный и крючковатый. Ноги крепкие и длинные.

## Биология
Крючкоклювая ванга охотится поодиночке, иногда парами. Высматривает добычу с присады, может длительное время сидеть неподвижно; иногда медленно осматривает ветки в поисках пищи В состав рациона входят крупные насекомые и мелкие позвоночные, в том числе хамелеоны (Chamaeleonidae) средних размеров, лягушки, мелкие птицы и птичьи яйца, и даже детеныши мышиных лемуров.
Крючкоклювые ванги моногамны, в строительстве чашеобразного гнезда участвуют и самец, и самка.
МСОП присвоил виду охранный статус LC.